# Pařížská městská garda

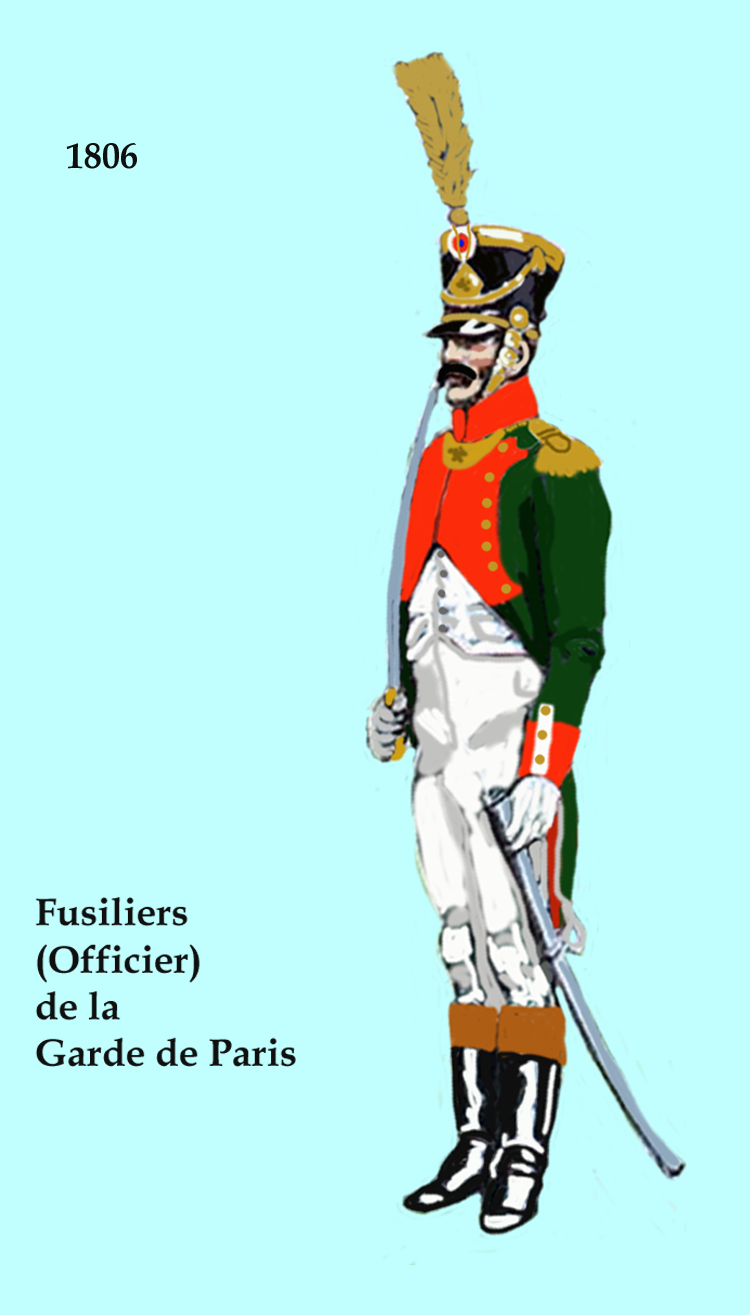
Uniforma střeleckého důstojníka pařížské městské gardy

Pařížská městská garda (francouzsky Garde municipale de Paris) byla vojenská jednotka zodpovědná za udržování pořádku v Paříži. Byla vytvořena dekretem ze 4. října 1802 a rozpuštěna v roce 1812 po Maletově státním převratu.

## Vznik
Paříž měla zvláštní oddíl zajišťující bezpečnost ve městě již od dob krále Ludvíka IX., který založil královskou hlídku. Ta byla roce 1791 rozpuštěna, takže Paříž neměla zvláštní strážní oddíl: bezpečnost do roku 1793 zajišťovalo osm divizí četnictva a poté policejní legie do roku 1796. Poté hlídkování a ostrahu veřejných budov prováděla výhradně Národní garda složená z občanů.
Napoleon Bonaparte, tehdejší první konzul, vytvořil v roce 1802 pařížskou městskou gardu. Rekrutovala se z bývalých vojáků, např. členů národní gardy. Uchazeč musel být ve věku 30 let až 40 let, měřit minimálně 1,65 m a být schopen číst a psát. Musel mít za sebou pět tažení a zavázat se ke službě alespoň na deset let a dovolenou mohl čerpat jen s povolením vojenských úřadů.

## Organizace
První půlbrigáda byla zodpovědná za ochranu vstupů do Paříže – přístavy (které byly na všech nábřežích Seiny) a hradební brány. Druhá půlbrigáda měla na starosti dohled nad radnicemi obvodů, prefekturami a věznicemi. Byla rovněž zodpovědná za přehlídky a oslavy. Pluk dragounů byl zodpovědný za hlídky a čestné služby pro starosty, policejního prefekta a prefekta Seiny.
Teoretické síly tvořily 2154 mužů pěchoty a 180 jezdců. Tím, že se rekrutovali z veteránů, patřili k armádě. Ovšem dohled vykonávaly civilní orgány:
- prefekt Seiny předsedal správní radě
- důstojníci byli jmenováni prvním konzulem na návrh prefekta Seiny
- inspekce prováděli tři pařížští starostové jmenovaní prefektem Seiny.

Protože se během válečných kampaní v letech 1805 a 1806 osvědčila jako záložní síla, byla dekretem z 18. května 1806 umístěna pod pravomoc ministerstva války.

## Vývoj
Garda se skládala ze tří jednotek:
- 1. půlbrigáda pěchoty zahrnující dva prapory po pěti rotách
- 2. půlbrigáda pěchoty po dvou praporech
- dragounský pluk o dvou rotách

V roce 1803 Napoleon změnil půlbrigády na pluky a tato reforma se týkala i pařížské městské gardy. V letech 1805 až 1812 měla městská garda buď pěší pluk nebo prapory. 12. února 1812 se se ze dvou pěších pluků stal jeden složený ze dvou praporů po šesti rotách (jedna granátníků, jedna voltižérů a čtyři střelecké). Pluk měl celkem 2044 mužů (46 důstojníků a 1998 vojáků a poddůstojníků).
Městská garda sloužila od roku 1805 jako podpůrná síla pro Velkou armádu. Od října 1805 do února 1806 se tak podílela vysláním dvou praporů a své eskadry dragounů při obsazení Nizozemí (Antverpy, Arnhem a Nijmegen). V říjnu 1806 se zformoval pochodový pluk o 1212 mužích, kterému velel plukovník Jean François Rabbe. Pochodoval na Kassel, pak na Hamburk. V lednu 1807 se účastnil obléhání Gdaňska a obsazení ostrova Holm. Po kapitulaci maršála Kalkreutha a dobytí města byl začleněn do záložního sboru maršála Lannese, se který zúčastnil bitvy u Friedlandu.
V roce 1808 vyslala městská stráž dva prapory do 2. pozorovacího sboru Gironde. Tyto jednotky pod velením generála Duponta vstoupily do Španělska téhož roku v listopadu. Pařížští gardisté dobyli most u Alcolea, což otevřelo cestu do Córdoby, ale 22. července byli zajati v bitvě u Bailénu. Vyznamenali se v Burgosu v roce 1812.
Dne 23. října téhož roku se generál Malet pokusil o státní převrat. Předstoupil před gardu s oznámením Napoleonovy smrt a s falešným rozkazem, čímž se stráž dostala pod jeho rozkazy. Plukovník Soulier se rozkazu podvolil. Puč byl zmařen a sankce byly pro pařížskou gardu tvrdé: plukovník byl zastřelen spolu se spiklenci 29. října a pěší pluk i dragounská eskadrona byly propuštěny 30. prosince 1812. Dragouni, kteří se převratu nezúčastnili, byli 23. února 1813 převedeni k rudým kopiníkům císařské gardy. Pěší pluk se stal 134. liniovým pěším plukem, který se zúčastnil německého tažení roku 1813, během kterého byl zničen.